# Cryptocarya whiffiniana
Cryptocarya whiffiniana là loài thực vật có hoa trong họ Nguyệt quế. Loài này được Le Cussan & B.Hyland mô tả khoa học đầu tiên năm 2007.